# Literaturjahr 1980
Liste der Literaturjahre

◄◄ | ◄ | 1976 | 1977 | 1978 | 1979 | Literaturjahr 1980 | 1981 | 1982 | 1983 | 1984 | ► | ►►

Weitere Ereignisse

## Ereignisse
- 6. März: Marguerite Yourcenar ist die erste Frau, die in die Académie française gewählt wird.
- September – Die Aufführung von Shakespeares Macbeth mit Peter O’Toole eröffnet die Saison am Old Vic Theatre, London; von manchen als eines der größten Desaster der Theaterszene betrachtet.[1]

### Literaturpreise
- Nobelpreis für Literatur: Czesław Miłosz

- Nebula Award

- Gregory Benford, Timescape, Zeitschaft, Kategorie: Bester Roman
- Suzy McKee Charnas, Unicorn Tapestry, Kapitel 3 Der Einhorn-Gobelin des Romans: Der Vampir-Baldachin, Kategorie: Bester Kurzroman
- Howard Waldrop, The Ugly Chickens, Die häßlichen Hühnchen auch: Die häßlichen Hühner, Kategorie: Beste Erzählung
- Clifford D. Simak, Grotto of the Dancing Deer, Grotte des tanzenden Wildes, Kategorie: Beste Kurzgeschichte

- Hugo Award

- Arthur C. Clarke, The Fountains of Paradise, Fahrstuhl zu den Sternen, Kategorie: Bester Roman
- Barry B. Longyear, Enemy Mine, Du, mein Feind auch: Mein lieber Feind, Kategorie: Bester Kurzroman
- George R. R. Martin, Sandkings, Sandkönige, Kategorie: Beste Erzählung
- George R. R. Martin, The Way of Cross and Dragon, Der Weg von Kreuz und Drachen, Kategorie: Beste Kurzgeschichte

- Locus Award

- John Varley, Titan, Der Satellit, Kategorie: Bester SF-Roman
- Patricia A. McKillip, Harpist in the Wind, Harfner im Wind, Kategorie: Bester Fantasy-Roman
- Barry B. Longyear, Enemy Mine, Du, mein Feind auch: Mein lieber Feind, Kategorie: Bester Kurzroman
- George R. R. Martin, Sandkings, Sandkönige, Kategorie: Beste Erzählung
- George R. R. Martin, The Way of Cross and Dragon, Der Weg von Kreuz und Drachen, Kategorie: Beste Kurzgeschichte
- Larry Niven, Convergent Series, Kategorie: Beste Sammlung
- Terry Carr, Universe 9, Kategorie: Beste Anthologie

Deutsche Literaturpreise
- Hans-Böttcher-Preis

* Friedrich Hans Schaefer

## Neuerscheinungen

### Belletristik
- An der Biegung des großen Flusses – V. S. Naipaul
- Ayla und der Clan des Bären – Jean M. Auel
- Die beste Stadt für Blinde und andere Berichte – Jürg Federspiel
- Der Butler – Roald Dahl
- Ein Dämon mit kleinen Fehlern – Lyon Sprague de Camp
- Das Erwachen – Kate Chopin
- Firestarter – Stephen King
- Dr. Fischer aus Genf oder Die Bomben-Party – Graham Greene
- Jenseits von Aran – Arnulf Zitelmann
- Der lange Weg des Lukas B. – Willi Fährmann
- Luzifers Hammer – Larry Niven und Jerry Pournelle
- Mein Bruder – meine Schwester – Thomas Savage
- Mister Magnolia – Quentin Blake
- Die Nacht der Drachen – Gordon R. Dickson
- Das Restaurant am Ende des Universums – Douglas Adams
- Sein Bataillon – Wassil Bykau
- Das sogenannte Privatleben – Konstantin Simonow
- Sonja – Judith Offenbach (Pseud.)
- Der Tag der Wunder (OA) – Lídia Jorge
- The Twits – Roald Dahl
- Der Vater eines Mörders – Alfred Andersch (postum)

### Kinder- und Jugendliteratur
- Florian auf Geisterreise – Oliver Hassencamp
- Katze mit Hut – Simon und Desi Ruge
- Mr. Archimedes’ Bath – Pamela Allen

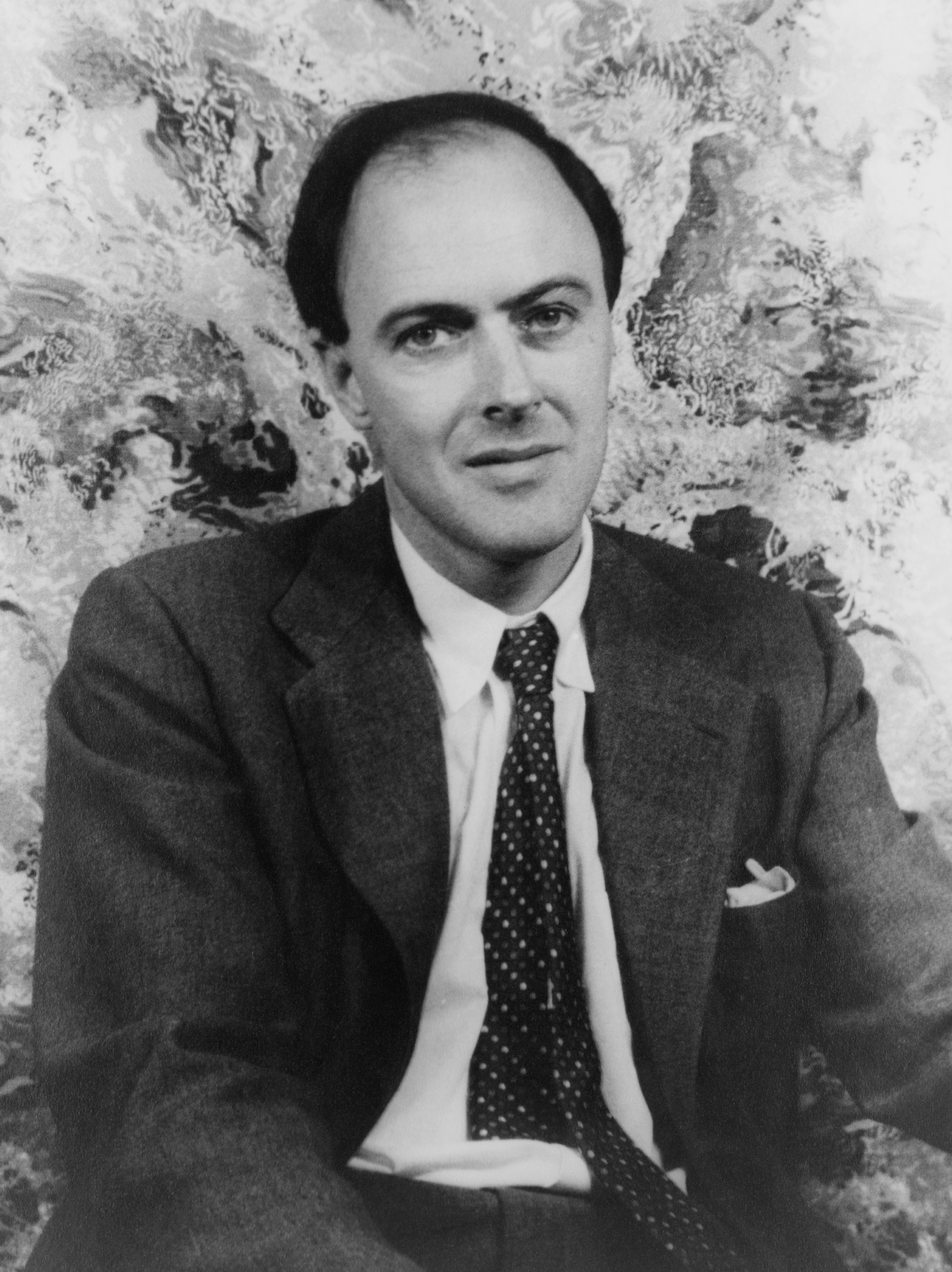
Roald Dahl bringt The Twits 1980 heraus.

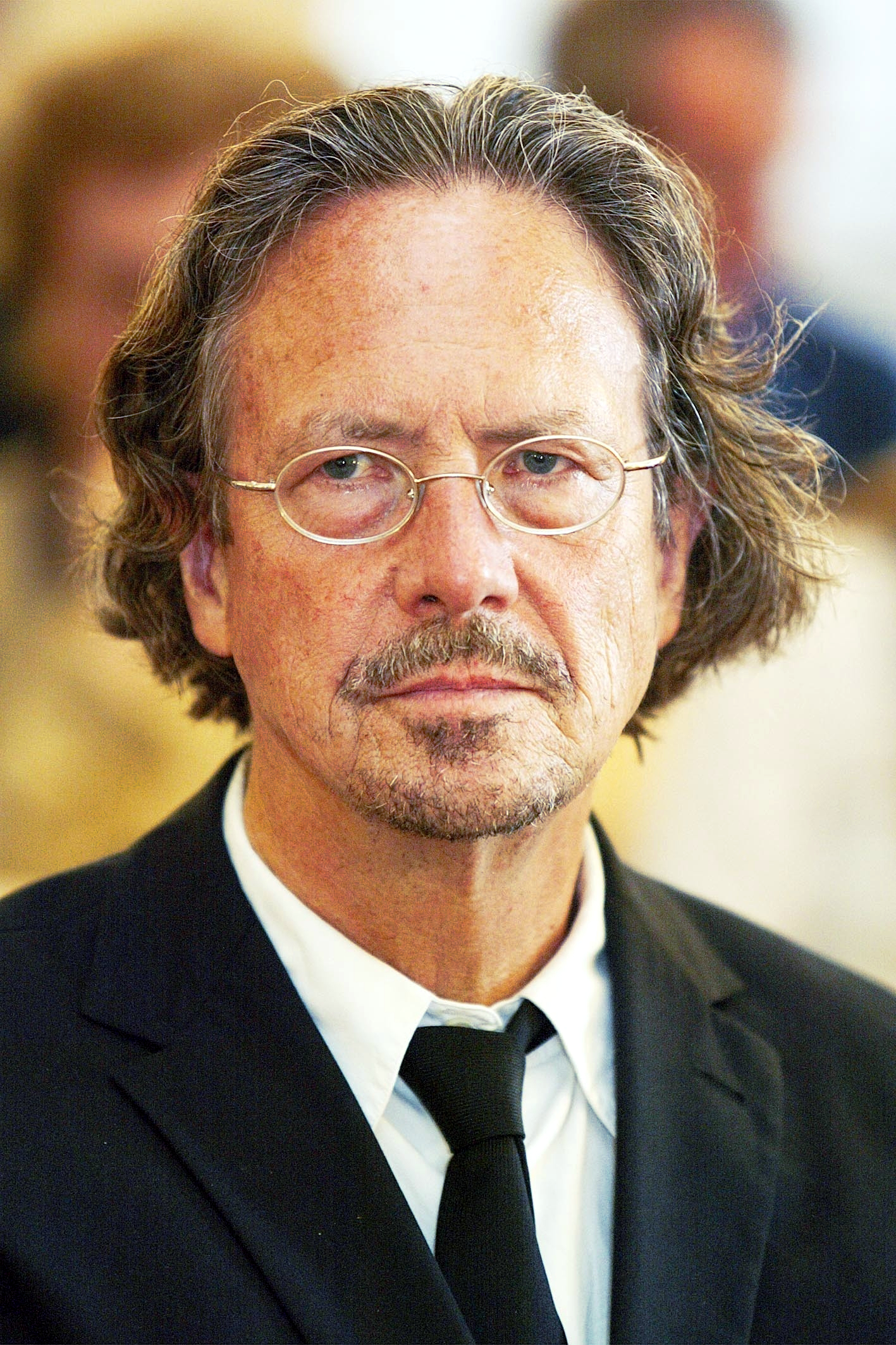
Peter Handke publiziert 1980 Die Lehre der Sainte-Victoire.

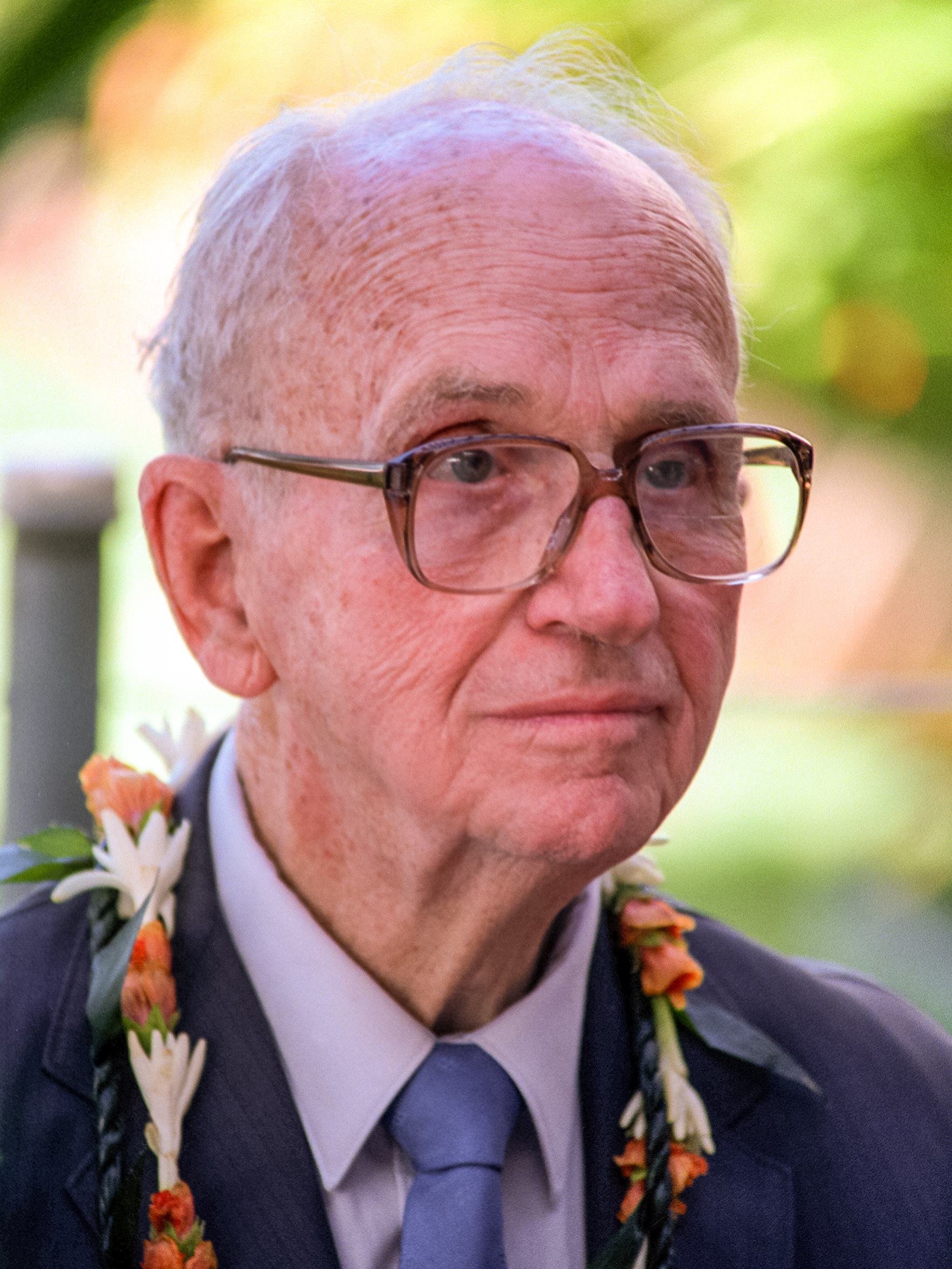
James A. Michener veröffentlicht 1980 The Covenant.

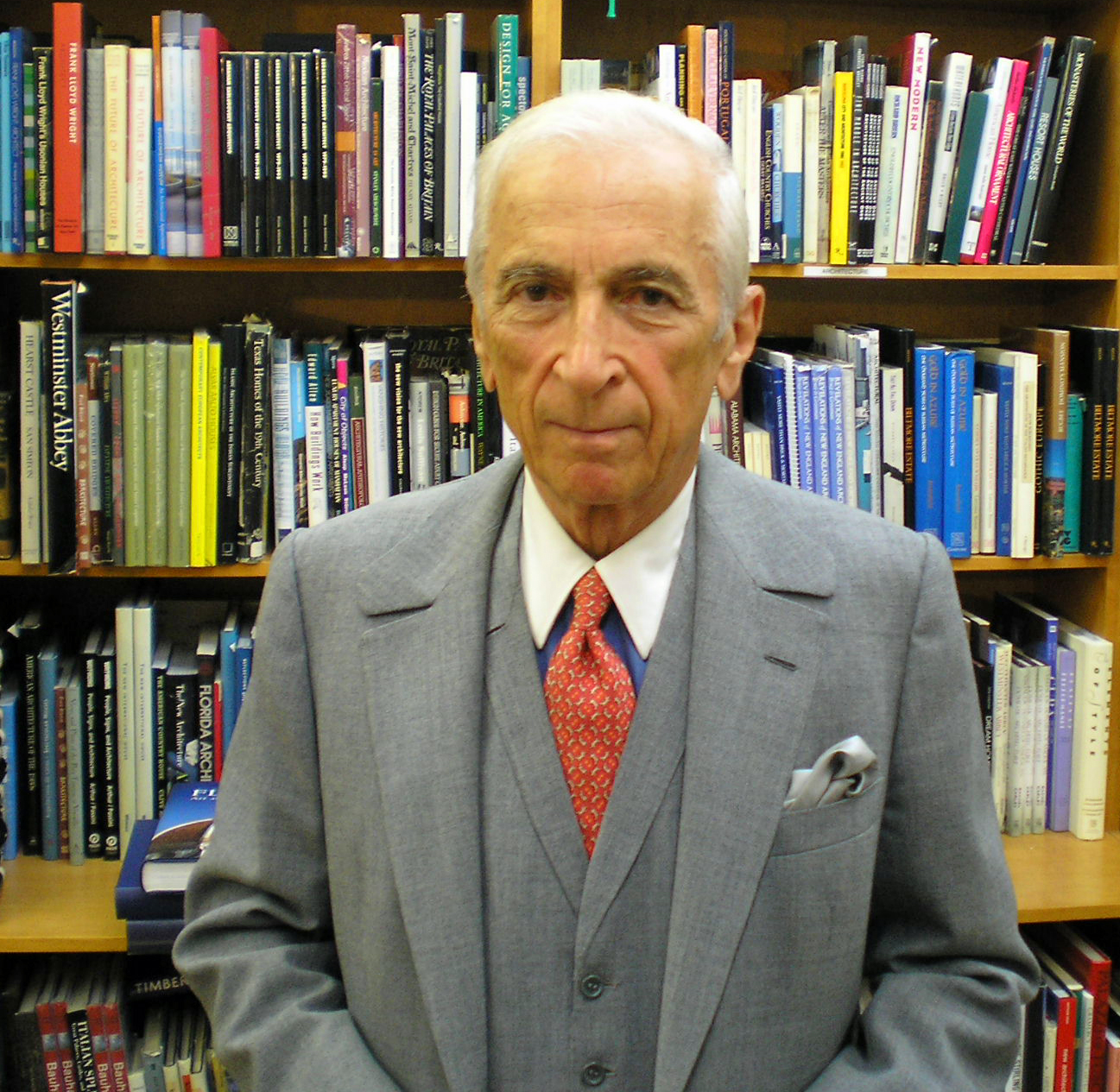
Gay Talese publiziert 1980 Thy Neighbor’s Wife.

### Drama
- Educating Rita – Willy Russell
- True West (UA) – Sam Shepard

### Lyrik
- glückwunsch (Gedicht) – Ernst Jandl

### Sachliteratur
- Dialoge – Stanisław Lem
- Die Fackel im Ohr (Autobiografie, 2. Teil) – Elias Canetti
- Fire in the Minds of Men – James H. Billington
- Friendly Fascism – Bertram Myron Gross
- Thy Neighbor’s Wife – Gay Talese

## Geboren

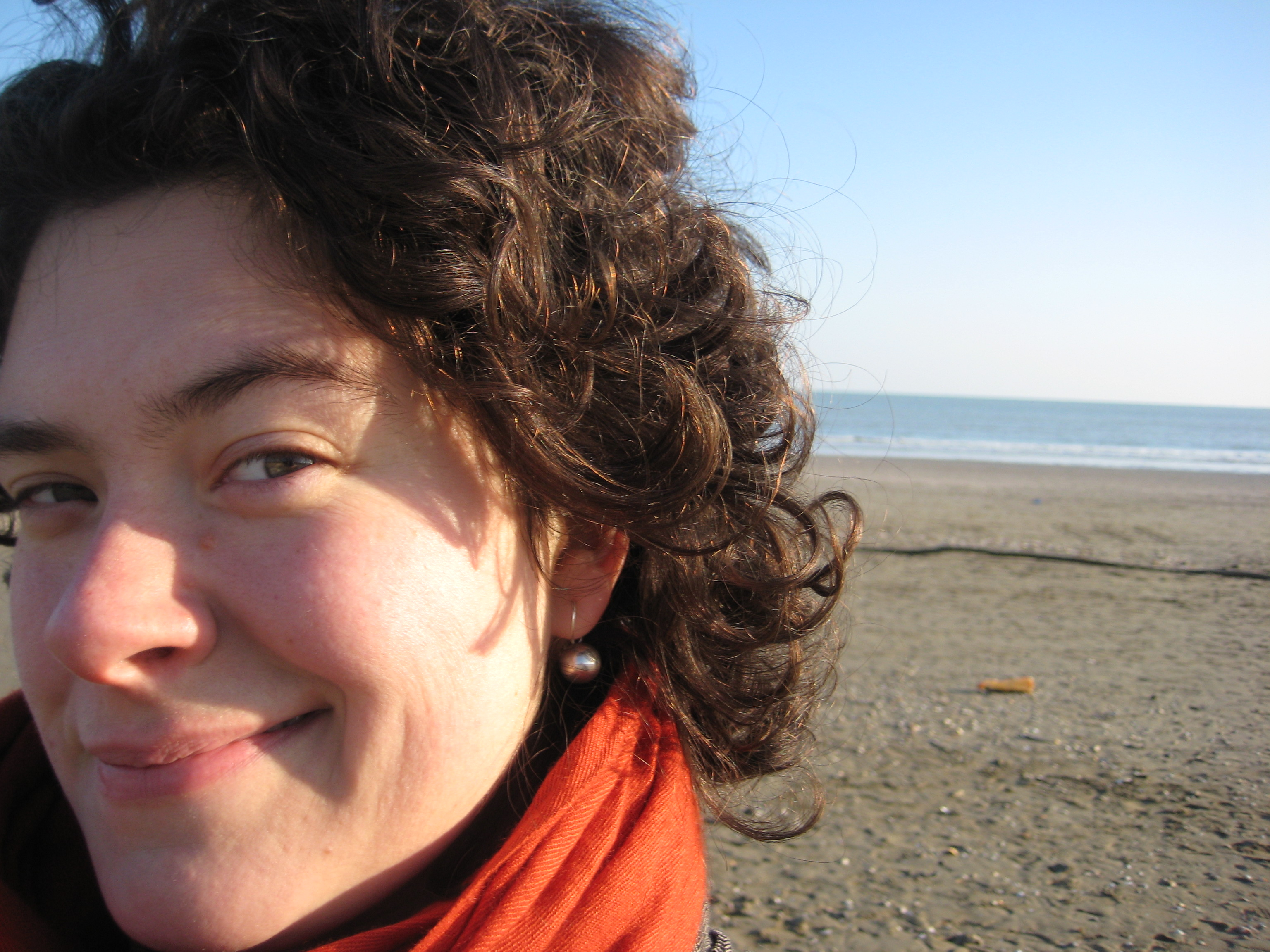
Nora Gomringer, 2008

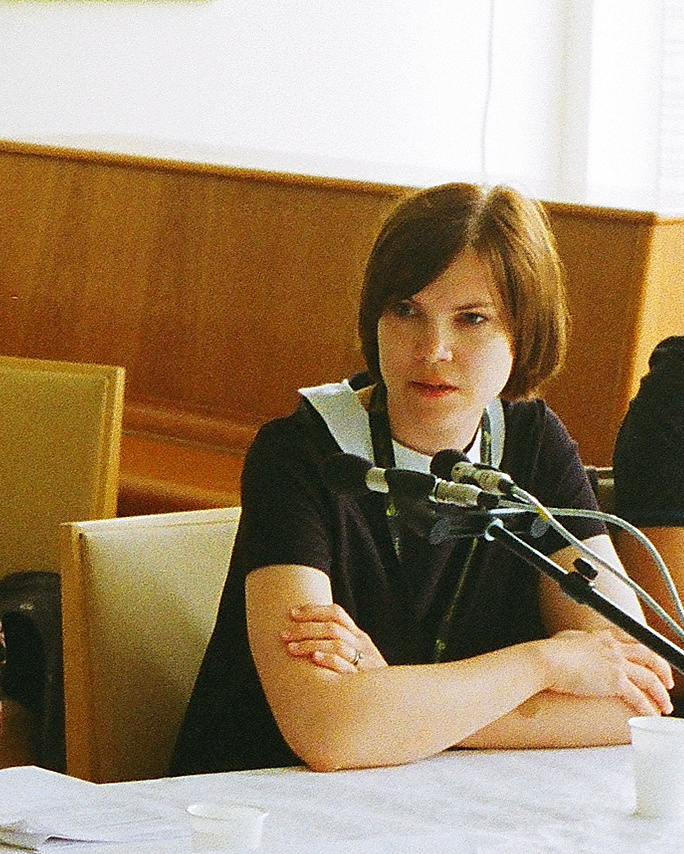
Sara Bergmark Elfgren, 2011

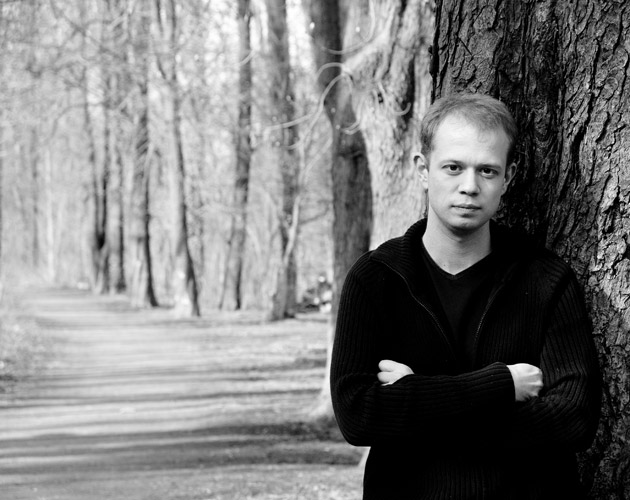
Sebastian Brock

- 21. Januar: Julien Burri, Schweizer Kulturjournalist, Schriftsteller und Dichter
- 26. Januar: Nora Gomringer, deutsch-schweizerische Lyrikerin, Prosaautorin und Performancekünstlerin
- 29. Januar: Óttar M. Norðfjörð, isländischer Schriftsteller
- 11. Februar: Christian Rosenau, deutscher Lyriker und Musiker
- 12. Februar: Nicolai Lilin, russischer Schriftsteller
- 19. Februar: Melanie Arns, deutsche Schriftstellerin
- 22. Februar: Sigrid Brandstetter, österreichische Sängerin, Schauspielerin und Autorin
- 24. Februar: Manou Mansour, französischer Dichter
- 13. März: Sara Bergmark Elfgren, schwedische Schriftstellerin
- 20. März: Mikk Murdvee, estnischer Dirigent, Violinist und Schriftsteller
- 07. April: Sebastian Brock, deutscher Schriftsteller
- 10. April: Anna Godbersen, US-amerikanische Autorin
- 28. April: Vincent Eugèn Noel, polnischstämmiger deutscher Schriftsteller und Dramatiker
- 10. Mai: Frida Skybäck, schwedische Schriftstellerin

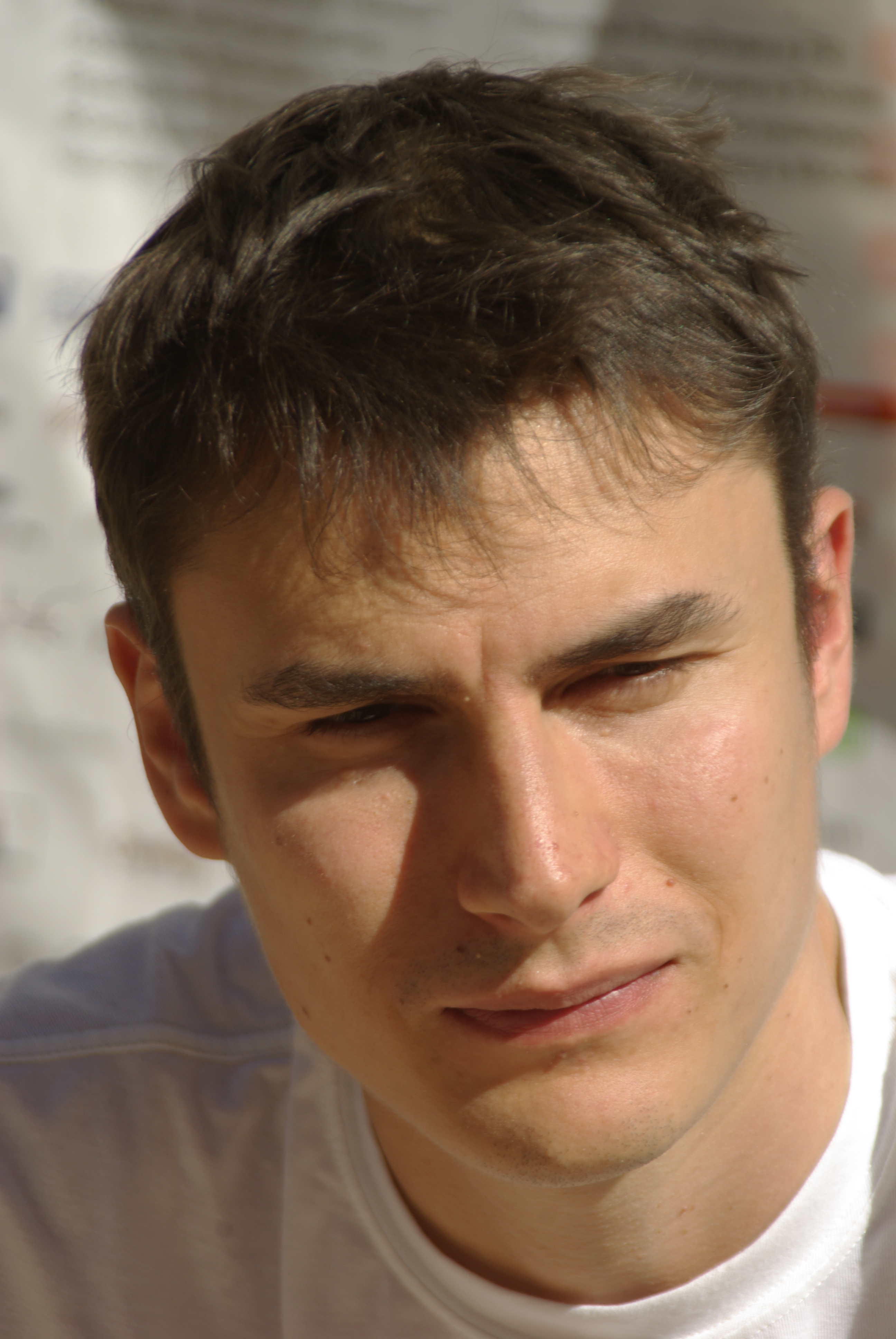
Sergei Schargunow, 2011

- 12. Mai: Sergei Schargunow, russischer Schriftsteller
- 18. Mai: Felicia Pearson, US-amerikanische Schauspielerin und Autorin
- 10. Juni: Michaela Möller, deutsche Autorin und Psychologin
- 11. Juni: Goran Vojnović, slowenischer Schriftsteller und Lyriker

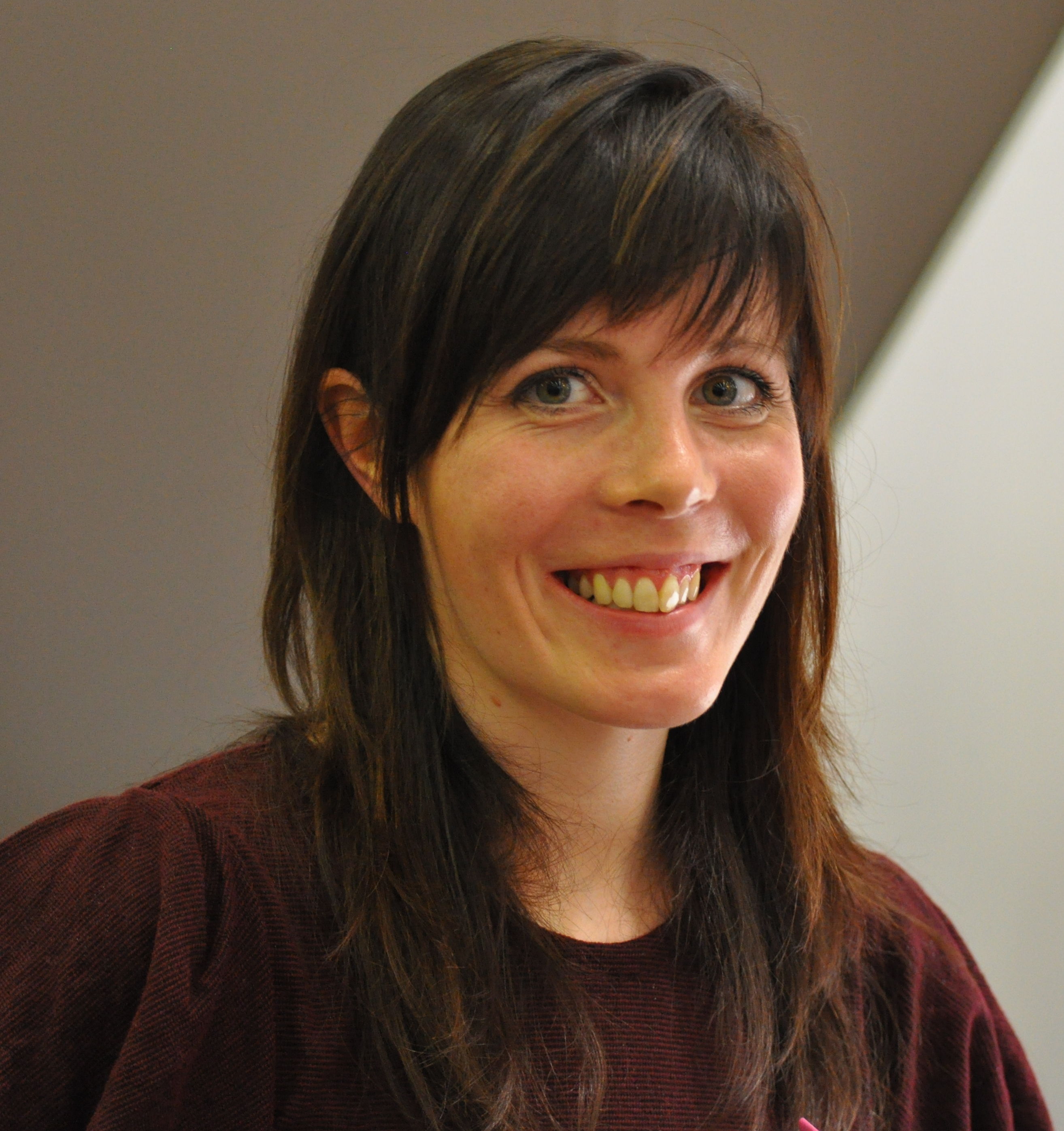
Riikka Pulkkinen, 2010

- 08. Juli: Riikka Pulkkinen, finnische Schriftstellerin
- 17. Juli: Gesa Schwartz, deutsche Schriftstellerin
- 23. Juli: Filippa Sayn-Wittgenstein, deutsche Fotografin und Tagebuchautorin († 2001)
- 23. Juli: Halyna Schyjan, ukrainische Schriftstellerin und Übersetzerin
- 25. August: Tilman Birr, deutscher Autor, Liedermacher und Kabarettist
- 02. September: Joey Goebel, US-amerikanischer Autor
- 06. September: Joshua Cohen, US-amerikanischer Schriftsteller
- 08. September: Kadri Kõusaar, estnische Schriftstellerin, Filmregisseurin und Journalistin
- 20. September: Judith Schalansky, deutsche Schriftstellerin und Buchgestalterin
- 17. Oktober: Tarell Alvin McCraney, US-amerikanischer Dramatiker und Schauspieler
- 20. Oktober: Christiane Hagn, deutsche Schriftstellerin
- 13. November: Judith Zander, deutsche Schriftstellerin
- 19. November: Namwali Serpell, sambisch-amerikanische Schriftstellerin
- 25. November: Licia Troisi, italienische Fantasy-Schriftstellerin
- 03. Dezember: Zlata Filipović, bosnische Schriftstellerin
- 14. Dezember: Marina Bolzli, Schweizer Journalistin und Schriftstellerin
- 27. Dezember: Nadia Anjuman, afghanische Dichterin († 2005)

### Genaues Datum unbekannt
- Theresa Bäuerlein, deutsche Journalistin und Autorin
- Ishmael Beah, sierra-leonischer Autor
- Paul Brodowsky, deutscher Autor, Dramatiker und Literaturwissenschaftler
- Nina Bußmann, deutsche Schriftstellerin
- Mara-Daria Cojocaru, deutsche Lyrikerin und Essayistin
- Lydia Daher, deutsche Dichterin und Sängerin
- Milena Michiko Flašar, österreichische Schriftstellerin
- Nora Hecker, deutsche Theaterregisseurin und Autorin
- Kerry Hudson, britische Schriftstellerin
- Edson Hurtado, bolivianischer Dichter und Schriftsteller
- Marina Jenkner, deutsche Filmemacherin und Autorin
- Timon Karl Kaleyta, deutscher Autor und Musiker
- Oliver Kluck, deutscher Schriftsteller und Dramatiker
- Lea Saskia Laasner, Schweizer Schriftstellerin
- Benjamín Labatut, chilenischer Schriftsteller
- Reif Larsen, US-amerikanischer Autor
- Sebastian Meschenmoser, deutscher Künstler und Kinderbuchautor
- Henning Mützlitz, deutscher Schriftsteller
- Kerstin Pflieger, deutsche Schriftstellerin
- Michael Roher, österreichischer Autor und Illustrator von Kinderbüchern
- Julien Sandrel, französischer Schriftsteller
- Max Scharnigg, deutscher Schriftsteller
- Barbara Schinko, österreichische Schriftstellerin
- Natasha Solomons, britische Schriftstellerin
- Thomas Vaucher, Schweizer Autor, Musiker, Schauspieler und Lehrer
- Levin Westermann, deutscher Lyriker

## Gestorben

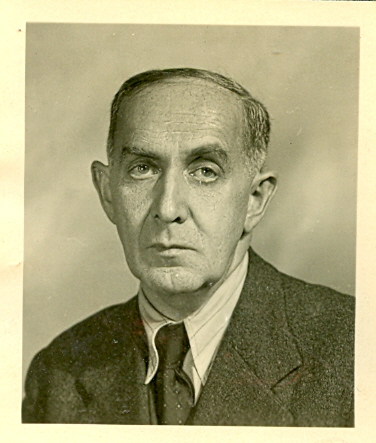
N. O. Scarpi (1942)

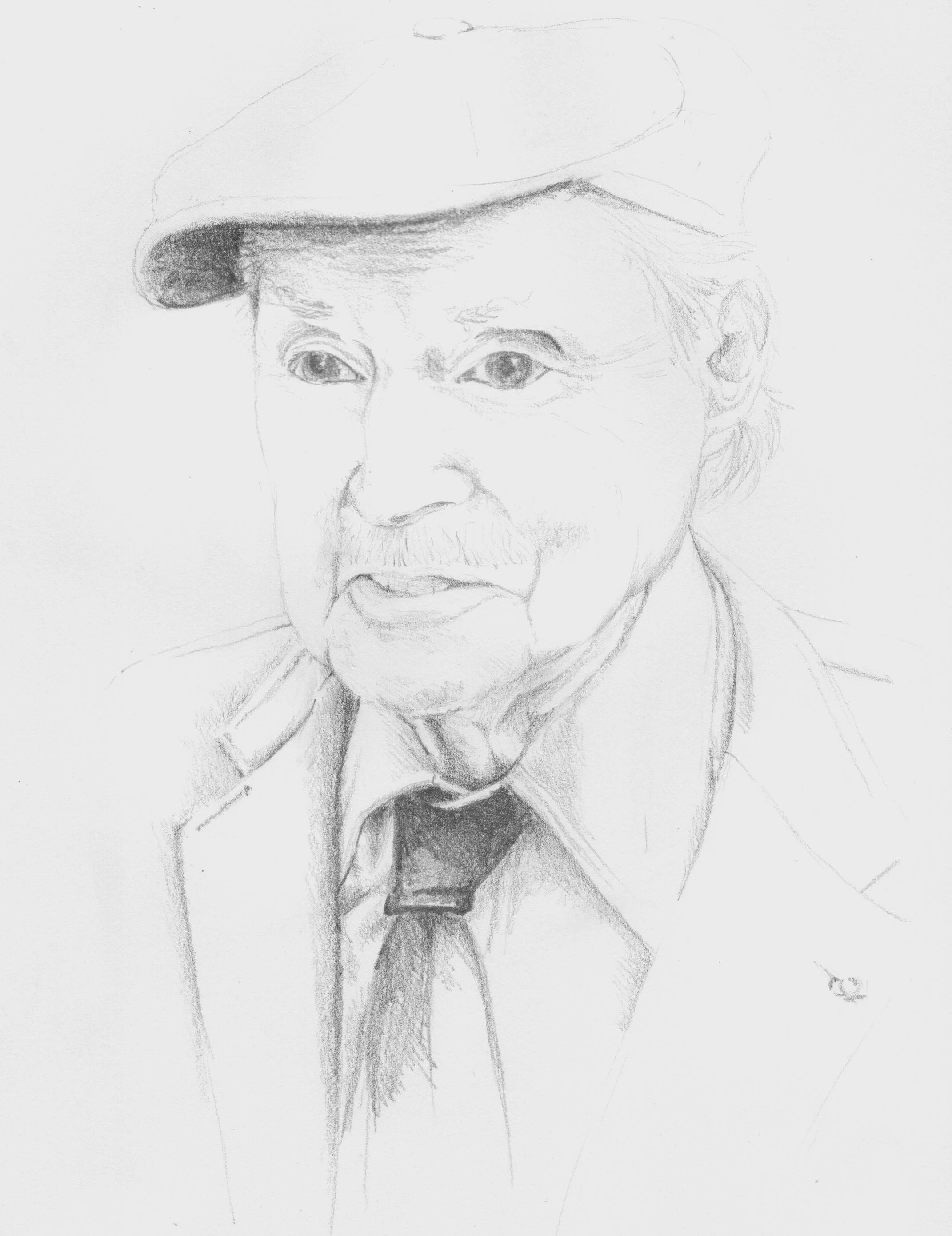
Maurice Genevoix

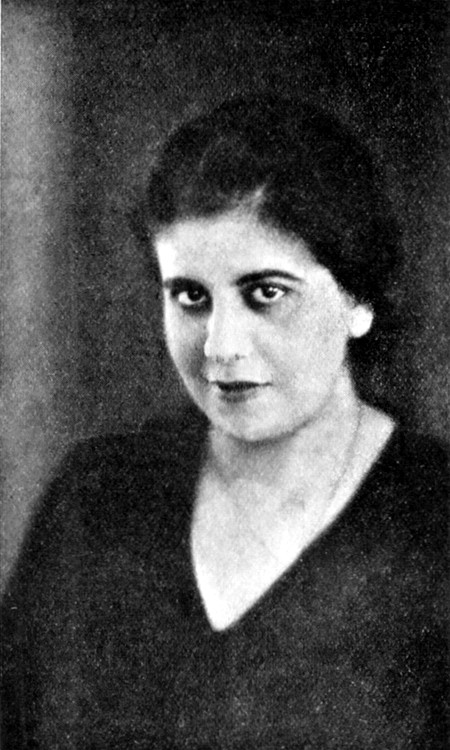
Adrienne Thomas (ca. 1934)

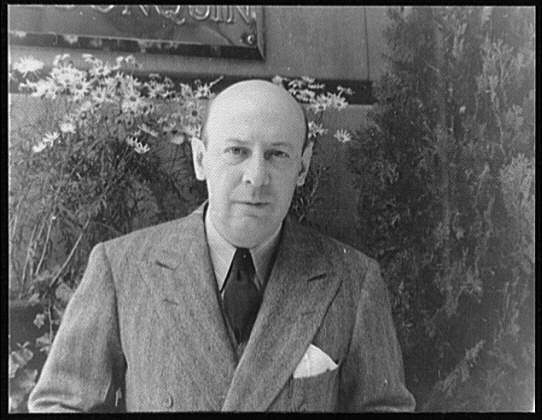
Carl van Vechten: Marc Connelly, 1937

- 05. Januar: Walter Lehmbecker, deutscher Oberstudienrat, Heimatforscher und Schriftsteller (* 1898)
- 08. Januar: Kuroda Saburō, japanischer Lyriker (* 1919)
- 09. Januar: Mário-Henrique Leiria, portugiesischer Schriftsteller und Maler (* 1923)
- 11. Januar: Barbara Pym, britische Schriftstellerin (* 1913)
- 23. Januar: Lily Schwenger-Cords, deutsche Schriftstellerin (* 1890)
- 28. Januar: Ciril Kosmač, slowenischer Schriftsteller (* 1910)
- 04. Februar: Laye Camara, guineischer Schriftsteller (* 1928)
- 15. Februar: Albert Simonin, französischer Schriftsteller, Szenarist, Autor von Kriminalromanen und Lexikograf des Argot (* 1905)
- 21. Februar: Alfred Andersch, deutscher Schriftsteller (* 1914)
- 22. Februar: Oskar Kokoschka, österreichischer Maler, Grafiker und Schriftsteller des Expressionismus und der Wiener Moderne (* 1886)
- 29. Februar: Werner Keller, deutscher Verwaltungsbeamter, Journalist, Sachbuchautor und Widerstandskämpfer gegen den Nationalsozialismus (* 1909)
- 02. März: Jarosław Iwaszkiewicz, polnischer Schriftsteller, Musikwissenschaftler und Übersetzer (* 1894)
- 08. März: Friedrich Hecht, österreichischer Chemiker und Schriftsteller (* 1903)
- 10. März: Vasco de Lima Couto, portugiesischer Dichter und Schauspieler (* 1923)
- 12. März: Heinrich Malzkorn, deutscher Schriftsteller, Maler und Naturschützer (* 1892)
- 14. März: Gerhard W. Menzel, deutscher Schriftsteller (* 1922)
- 20. März: Illés Kaczér, ungarischer Journalist und Schriftsteller (* 1887)
- 23. März: Bill S. Ballinger, US-amerikanischer Schriftsteller (* 1912)
- 26. März: Roland Barthes, französischer Philosoph, Schriftsteller und Literaturkritiker (* 1915)
- 30. März: Henry Poulaille, französischer Schriftsteller (* 1896)
- 31. März: Vladimír Holan, tschechischer Dichter (* 1905)
- 01. April: Gomi Kōsuke, japanischer Schriftsteller (* 1921)
- 01. April: Ernst Johann, deutscher Schriftsteller und Journalist (* 1909)
- 10. April: Antonia White, britische Schriftstellerin (* 1899)
- 12. April: Hanna Stephan, deutsche Schriftstellerin (* 1902)
- 14. April: Gianni Rodari, italienischer Schriftsteller und Kinderbuchautor (* 1920)
- 15. April: Jean-Paul Sartre, französischer Romancier, Dramatiker, Philosoph und Publizist (* 1905)
- 21. April: Sohrab Sepehri, iranischer Dichter und Maler (* 1928)
- 24. April: Alejo Carpentier, kubanisch-französischer Schriftsteller (* 1904)
- 01. Mai: Eugen Gürster, deutscher Dramaturg, Literaturwissenschaftler, Schriftsteller und Diplomat (* 1895)
- 06. Mai: María Luisa Bombal, chilenische Schriftstellerin (* 1910)
- 09. Mai: Joseph Breitbach, deutsch-französischer Schriftsteller und Publizist (* 1903)
- 16. Mai: Marin Preda, rumänischer Schriftsteller (* 1922)
- 16. Mai: Walther Schmieding, deutscher Kulturjournalist und Schriftsteller (* 1928)
- 24. Mai: N. O. Scarpi, österreichisch-schweizerischer Übersetzer, Feuilletonist, Anekdotensammler und Regisseur (* 1888)
- 25. Mai: Herbert Nachbar, deutscher Schriftsteller (* 1930)
- 26. Mai: Adolfo Costa du Rels, bolivianischer Schriftsteller (* 1891)
- 07. Juni: Henry Miller, US-amerikanischer Schriftsteller und Maler (* 1891)
- 18. Juni: Jochen Blume, deutscher Schauspieler, Hörspiel- und Synchronsprecher sowie Bühnenautor (* 1910)
- 30. Juni: Galina Iossifowna Serebrjakowa, russische Schriftstellerin (* 1905)
- 00. Juni: Lorenz Lotmar, Schweizer Schriftsteller (* 1945)
- 01. Juli: C. P. Snow, britischer Wissenschaftler und Schriftsteller (* 1905)
- 02. Juli: Sócrates Nolasco, dominikanischer Schriftsteller, Essayist und Historiker, Diplomat und Politiker (* 1884)
- 04. Juli: Georg Strnadt, österreichischer Schriftsteller und Mundartdichter (* 1909)
- 05. Juli: Thaddäus Troll, deutscher Schriftsteller und schwäbischer Mundartdichter (* 1914)
- 06. Juli: Mart Raud, estnischer Schriftsteller, Lyriker und Dramatiker (* 1903)
- 09. Juli: Vinícius de Moraes, brasilianischer Dichter und Diplomat (* 1913)
- 19. Juli: Manuel Castilla, argentinischer Bibliothekar, Journalist und Schriftsteller (* 1918)
- 19. Juli: Margaret Craven, US-amerikanische Schriftstellerin (* 1901)
- 19. Juli: Wolfgang Frank, deutscher Schriftsteller (* 1909)
- 23. Juli: Olivia Manning, britische Schriftstellerin (* 1908)
- 30. Juli: Kurt Menke, deutscher Kinderbuchautor (* 1921)
- 12. August: Tachihara Masaaki, japanischer Schriftsteller (* 1926)
- 14. August: Diego Fabbri, italienischer Dramatiker und Drehbuchautor (* 1911)
- 17. August: Gwen Bristow, US-amerikanische Schriftstellerin und Journalistin (* 1903)
- 22. August: George R. Stewart, US-amerikanischer Schriftsteller und Sprachforscher (* 1985)
- 28. August: Kambayashi Akatsuki, japanischer Schriftsteller (* 1902)
- 00. August: Wilhelm E. Liefland, deutscher Textdichter und Lyriker (* 1938)
- 08. September: Hermann Claudius, deutscher Lyriker und Erzähler (* 1878)
- 08. September: Maurice Genevoix, französischer Schriftsteller (* 1890)
- 09. September: John Howard Griffin, US-amerikanischer Autor (* 1920)
- 15. September: Juha Mannerkorpi, finnischer Dramatiker und Romancier (* 1915)
- 18. September: Katherine Anne Porter, US-amerikanische Schriftstellerin und Pulitzer-Preisträgerin (* 1890)
- 22. September: Kawakami Tetsutarō, japanischer Schriftsteller (* 1902)
- 25. September: Marie Under, estnische Schriftstellerin (* 1883)
- 30. September: Vojtěch Cach, tschechoslowakischer Schriftsteller und Dramatiker (* 1914)
- 14. Oktober: Louis Guilloux, französischer Schriftsteller (* 1899)
- 14. Oktober: Mary O’Hara, amerikanische Autorin und Komponistin (* 1885)
- 24. Oktober: César Tiempo, argentinischer Journalist, Schauspieler und Schriftsteller ukrainischer Herkunft (* 1906)
- 27. Oktober: José Rodrigues Miguéis, portugiesischer Schriftsteller (* 1901)
- 31. Oktober: Jan Werich, tschechischer Schauspieler, Dramatiker und Schriftsteller (* 1905)
- 03. November: Ludwig Hohl, Schweizer Schriftsteller (* 1904)
- 04. November: Elsa Faber von Bockelmann, deutsche Schriftstellerin und Märchendichterin (* 1890)
- 06. November: Erik Asklund, schwedischer Schriftsteller und Drehbuchautor (* 1908)
- 07. November: Adrienne Thomas, deutsche Schriftstellerin (* 1897)
- 07. November: Wolfgang Weyrauch, deutscher Schriftsteller (* 1904)
- 14. November: Fritz Nölle, deutscher Schriftsteller (* 1899)
- 21. November: Walter Rilla, deutscher Schauspieler und Schriftsteller (* 1894)
- 23. November: Karel Nový, tschechischer Schriftsteller und Journalist (* 1890)
- 02. Dezember: Romain Gary, französischer Schriftsteller, Diplomat und Übersetzer (* 1914)
- 05. Dezember: Mary Lavater-Sloman, Schweizer Schriftstellerin (* 1891)
- 06. Dezember: Margot Bennett, britische Schriftstellerin schottischer Herkunft (* 1912)
- 18. Dezember: Dobriša Cesarić, kroatischer Dichter (* 1902)
- 21. Dezember: Marc Connelly, US-amerikanischer Journalist, Dramatiker und Schriftsteller (* 1890)
- 22. Dezember: Thomas Valentin, deutscher Schriftsteller (* 1922)
- 25. Dezember: Olav Dalgard, norwegischer Regisseur, Literaturkritiker, Literaturhistoriker und Schriftsteller (* 1898)
- 27. Dezember: Willis Todhunter Ballard, US-amerikanischer Schriftsteller (* 1903)
- 30. Dezember: Volker von Törne, deutscher Schriftsteller (* 1934)
- 31. Dezember: Maria Mönch-Tegeder, deutsche Dichterin (* 1903)
- Datum unbekannt: Hermann Pirich, deutscher Schriftsteller und Journalist (* 1906)
- Datum unbekannt: Karin Thimm, deutsche Journalistin und Schriftstellerin (* 1931)